# Lino (figlio di Psamate)
Lino è un personaggio della mitologia greca, figlio di Apollo e di Psamate. Non va confuso con il più celebre Lino il cantore, anch'egli indicato come figlio di Apollo.

## Mitologia
Secondo Pausania, Apollo generò Lino da Psamate, che però, per timore di suo padre Crotopo, re di Argo, abbandonò il bimbo su una montagna. Alcuni pastori lo trovarono e accudirono, ma Lino fu più tardi sbranato dai cani del sovrano.
Quando Psamate pianse per la morte del bambino, Crotopo capì che era stato generato fuori dal matrimonio e si vide costretto ad uccidere la figlia per lavare l'onta che gravava sulla famiglia. Apollo, per vendetta, inviò un mostro ad Argo, la Pena («Punizione»), che rapì numerosi bambini. Il mostro, però, fu ucciso da Corebo.
Apollo non era ancora soddisfatto, e decise di inviare ad Argo anche una pestilenza, che colpì gravemente la popolazione. Corebo fu costretto a recarsi presso l'oracolo sacro al dio, a Delfi, e chiese cosa dovesse fare per far cessare la piaga. Il responso della Pizia lo invitava a raccogliere un tripode dal santuario e costruire un tempio in onore di Lino e Psamate laddove gli fosse caduto. Ciò accadde sul Monte Geranìa, e ivi Corebo fondò la città di Tripodisco (in greco antico: Τριποδίσκους?), oggi ritenuto il nucleo antico della città di Megara. Ottemperata la richiesta, la pestilenza cessò.